# Пренос електричне енергије
Пренос електричне енергије представља главнину трансфера електричне енергије, од електрана до разводног постројења која се налазе у близини центара потрошње. Далеководи, који су међусобно повезани, чине преносну мрежу. Преносна мрежа се разликује од локалних мрежа између високонапонских разводних постројења и купаца, које се обично називају дистрибутивним мрежама. 
Некада су пренос и дистрибуција електричне енергије биле делатност истог предузећа, али почевши од 1990-их, многе земље су либерализовале регулацију тржишта електричне енергије тако да је дошло до одвајања предузећа за пренос електричне енергије од предузећа за дистрибуцију електричне енергије.

## Историја
У првим данима комерцијалне електричне енергије, пренос електричне енергије на истом напону као онај који се користи осветљење и механичко оптерећење ограничавао је удаљеност између производног постројења и потрошача. Године 1882, примењивала се једносмерна струја (DC), чији се напон није могао лако повећати ради преноса на велике удаљености. Различите класе оптерећења (на пример, осветљење, фиксни мотори и вучни/железнички системи) захтевали су различите напоне, те су се користили различити генератори и кола.
Због ове специјализације водова и због тога што је пренос био неефикасан применом нисконапонских кола велике јачине струје, генератори су морали бити близу својих оптерећења. У то време се чинило да ће се индустрија развити у оно што је данас познато као дистрибуирани систем производње са великим бројем малих генератора који се налазе у близини њихових потрошача.
Пренос електричне енергије наизменичном струјом (AC) постао је могућ након што су Лусијен Галард (енгл. Lucien Gaulard) и Џон Диксон Гибс (енгл. John Dixon Gibbs) изградили оно што су назвали „секундарни генератор”, рани трансформатор са односом окретаја 1:1 и отвореним магнетним кругом 1881. године.
Први наизменични далековод био је дуг 34 километра, а изграђен је за Међународну изложбу у Торину у Италији 1884. Њега је напајао алтернатор са 2 , 130 , фирме Siemens & Halske. Имао је неколико Галардових „секундарних генератора” (трансформатора) са примарним намотајима повезаним у серију, који су напајали сијалице са жарном нити. Систем је доказао изводљивост коришћења наизменичне струје за пренос електричне енергије на велике удаљености.
Први оперативни дистрибутивни систем наизменичне струје био је у употреби 1885. године за јавну расвету у улици Черчи (итал. Via dei Cerchi) у Риму у Италији. Напајала су га два Siemens & Halske алтернатора снаге 30 к.снага (22 ), 2  при 120  и користио је 19 km каблова и 200 паралелно повезаних трансформатора од 2 kV до 20  са затвореним магнетним кругом, по један за сваку лампу. Неколико месеци касније уследио је први британски AC систем, који је пуштен у рад у галерији Гросвенор у Лондону. Он је такође садржао Сименсове алтернаторе и трансформаторе од 2,4 kV до 100  - један по кориснику - са примарно повезаним шантом.
Полазећи од онога што је сматрао непрактичним Галард-Гибсовим дизајном, електроинжењер Вилијам Стенли Млађи је развио оно што се сматра првим практичним серијским наизменичним трансформатором 1885. године. Радећи уз подршку Џорџа Вестингхауса, он је 1886. године демонстрирао систем осветљења наизменичне струје на бази трансформатора у месту Грејт Барингтон у Масачусетсу. Покретан парном машином која покреће Сименсов генератор од 5000 , напон је био смањен на 100 волти помоћу новог Стенлијевог трансформатора за напајање сијалица са жарном нити у 23 локала дуж главне улице са врло малим губитком снаге преко 1200 метара. Ова практична демонстрација трансформатора и система осветљења наизменичне струје навела је Вестингхауса да почне са инсталирањем система на бази наизменичне струје те године.
Године 1888, дизајнирани су први функционални мотори на наизменичну струју, компоненте које су тим системима до тада недостајале. То су били индукциони мотори који раде на вишефазној струји, независно су их изумели Галилео Ферарис и Никола Тесла (при чему је Теслин дизајн лиценцирао Вестингхаус у САД). Овај дизајн су даље развили у модерну практичну трофазну форму Михаил Доливо-Доброволски и Чарлс Јуџин Ланселот Браун. Практична употреба ових типова мотора била је одложена много година због развојних проблема и оскудице полифазних енергетских система потребних за њихово напајање.
Током касних 1880-их и раних 1890-их дошло је до финансијског спајања мањих електричних компанија у неколико већих корпорација као што су Ганц и AEG у Европи и Џенерал електрик и Вестингхаус електрик у САД. Ове компаније су наставиле да развијају системе наизменичне струје, док је техничка разлика између система једносмерне и наизменичне струје условила да до техничког спајања дође након много дужег периода. Услед иновација у Сједињеним Државама и Европи, економија наизменичне струје великих размера са веома великим производним постројењима повезаним са потрошачима путем преноса на велике удаљености полако се комбиновала са способношћу повезивања са свим постојећим системима које је требало снабдети. Ово укључује једнофазне системе наизменичне струје, полифазне системе наизменичне струје, нисконапонско осветљење са ужареном нити, високонапонско лучно осветљење и постојеће једносмерне моторе у фабрикама и уличним аутомобилима. У ономе што је постајало универзални систем, ове технолошке разлике привремено су премошћиване развојем ротационих претварача и мотора-генератора који би омогућили да се велики број наслеђених система повеже на мрежу наизменичне струје. Ова привремена решења су постепено мењана како су старији системи нестајали из употребе или су надограђивани.